# Liste der Stolpersteine in Puderbach
In der Liste der Stolpersteine in Puderbach werden die vorhandenen Gedenksteine aufgeführt, die im Rahmen des Projektes Stolpersteine des Künstlers Gunter Demnig bisher in Puderbach verlegt worden sind.

## Verlegte Stolpersteine
| Adresse                    | Name              | Inschrift                                                                                | Verlegedatum  | Bild                                                    | Anmerkung                                  |
| -------------------------- | ----------------- | ---------------------------------------------------------------------------------------- | ------------- | ------------------------------------------------------- | ------------------------------------------ |
| Hauptstraße 23 (Standort)  | Seligmann Salomon | Hier wohnte Seligmann Salomon Jg. 1848 deportiert 1942 Theresienstadt ermordet 21.1.1943 | 20. Nov. 2017 | Stolperstein Puderbach Hauptstraße 23 Seligmann Salomon | geboren am 17. Februar 1848 in Dierdorf    |
| Mittelstraße 7 (Standort)  | Thekla Baer       | Hier wohnte Thekla Baer geb. Vos Jg. 1878 deportiert 1942 ermordet im besetzten Polen    | 20. Nov. 2017 | Stolperstein Puderbach Mittelstraße 7 Thekla Baer       | geboren am 2. Dezember 1878 in Gelsdorf    |
| Mittelstraße 7 (Standort)  | Louis Baer        | Hier wohnte Louis Baer Jg. 1878 deportiert 1942 Krasnicyn ermordet                       | 20. Nov. 2017 | Stolperstein Puderbach Mittelstraße 7 Louis Baer        |                                            |
| Mittelstraße 7 (Standort)  | Irene Silva Baer  | Hier wohnte Irene Silva Baer Jg. 1912 deportiert 1942 Krasnicyn ermordet                 | 20. Nov. 2017 | Stolperstein Puderbach Mittelstraße 7 Irene Silva Baer  | geboren am 30. Juli 1912 in Puderbach      |
| Mittelstraße 7 (Standort)  | Ilse Baer         | Hier wohnte Ilse Baer verh. Schay Jg. 1914 deportiert 1941 ermordet in Riga              | 20. Nov. 2017 | Stolperstein Puderbach Mittelstraße 7 Ilse Baer         | geboren am 2. Februar 1914 in Puderbach    |
| Mittelstraße 27 (Standort) | Hermann Wolf      | Hier wohnte Hermann Wolf Jg. 1890 deportiert 1942 ermordet in Minsk                      | 20. Nov. 2017 | Stolperstein Puderbach Mittelstraße 27 Hermann Wolf     | geboren am 2. August 1890 in Rheinbrohl    |
| Mittelstraße 27 (Standort) | Mathilde Wolf     | Hier wohnte Mathilde Wolf geb. Steinberg Jg. 1896 deportiert 1942 ermordet in Minsk      | 20. Nov. 2017 | Stolperstein Puderbach Mittelstraße 27 Mathilde Wolf    | geboren am 25. Dezember 1896 in Rheinbrohl |
| Mittelstraße 27 (Standort) | Ilse Wolf         | Hier wohnte Ilse Wolf Jg. 1922 deportiert 1942 ermordet in Minsk                         | 20. Nov. 2017 | Stolperstein Puderbach Mittelstraße 27 Ilse Wolf        | geboren am 8. Januar 1922 in Puderbach     |
| Mittelstraße 27 (Standort) | Günter Wolf       | Hier wohnte Günter Wolf Jg. 1926 deportiert 1942 ermordet in Minsk                       | 20. Nov. 2017 | Stolperstein Puderbach Mittelstraße 27 Günter Wolf      | geboren am 25. April 1926 in Puderbach     |